# Haaksbergen
Haaksbergen  (basso sassone: Hoksebarge) è un villaggio e un comune neerlandese nella regione di Twente nel sudest della provincia di Overijssel. Haaksbergen confina nel sudest col circondario di Borken nella Germania, nel sudovest col comune di Berkelland, nel nordovest col comune di Hof van Twente, nel nord col comune di Hengelo e nel nordest col comune di Enschede.
Il comune contava 24 137 abitanti nel 2005.